# Luigi Mattei
Luigi Mattei (ur. 17 marca 1702 w Rzymie, zm. 30 stycznia 1758 tamże) – włoski kardynał.

## Życiorys
Urodził się 17 marca 1702 roku w Rzymie, jako syn Alessandra Matteia i Teresy Naro. W młodości uzyskał doktorat utroque iure i został referendarzem Trybunału Obojga Sygnatur, klerykiem Kamery Apostolskiej i audytorem Roty Rzymskiej. 26 listopada 1753 roku został kreowany kardynałem prezbiterem i otrzymał kościół tytularny San Matteo in Merulana. Zmarł 30 stycznia 1758 roku w Rzymie.